# Władysław Omietański
Władysław Dionizy Omietański, ps. Góra (ur. 4 czerwca 1914 w Chester, zm. 21 czerwca 2004) – polski działacz społeczny oraz ruchu ludowego, komendant obwodu Tomaszów Lubelski okręgu Lublin i Węgrów okręgu Warszawa Województwo Batalionów Chłopskich, major, radca prawny.

## Życiorys
Urodził się jako syn rolników Władysława i Łucji, którzy w roku jego urodzenia przenieśli się ze Stanów Zjednoczonych na ziemie polskie. Uzyskał wykształcenie średnie techniczne jako elektromechanik. Przez dwa lata kontynuował naukę w Wyższej Szkole Nauk Społecznych w Warszawie. W latach 1936–1937 był instruktorem oświatowym w Junackich hufcach pracy w Grodnie. W okresie 1938–1944 pracował jako lustrator Spółdzielni Spożywców „Społem” w Lublinie, Stanisławowie, Łowiczu, Tomaszowie Lubelskim i Węgrowie. Przed wybuchem wojny był rezerwistą Wojska Polskiego, elewem Szkoły Podchorążych Rezerwy przy 81 pułku Strzelców Grodzieńskich, plutonowym podchorążym.
Brał udział w kampanii wrześniowej, pozostając w dyspozycji Komisarza Cywilnego Warszawy Stefana Starzyńskiego. W 1940 rozpoczął działalność w Stronnictwie Ludowym „Roch” i współorganizował Bataliony Chłopskie na terenie powiatu tomaszowskiego. Od stycznia 1941 do lipca 1942 był komendantem obwodu Tomaszów Lubelski Batalionów Chłopskich, a po przeniesieniu, z rozkazu Komendy Głównej BCh, komendantem obwodu Węgrów BCh w okresie od marca 1943 do października 1945. W latach 1942–1944 był studentem tajnej Wolnej Wszechnicy Polskiej. Awansowany do stopnia majora.
Po zakończeniu wojny był działaczem ZMW „Wici” i PSL. Ukończył studia prawnicze, został radcą prawnym i był biegłym sądowym. Pracował w stołecznej spółdzielczości.

## Ordery i odznaczenia
- Krzyż Kawalerski Orderu Odrodzenia Polski
- Złoty Krzyż Zasługi z Mieczami
- Krzyż Partyzancki
- Krzyż Batalionów Chłopskich